# Elliot Tyson
Elliot Tyson (* 20. November 1952 in Santa Monica, Kalifornien) ist ein US-amerikanischer Tontechniker.
Tyson wurde mit zahlreichen Preisen ausgezeichnet, u. a. 1990 mit einem Oscar für den besten Ton im Film Glory und im selben Jahr mit dem BAFTA Award für den besten Ton im Film Mississippi Burning.
Tyson ist mit der Produzentin und Drehbuchautorin Beverly Baroff verheiratet.